# Шумнатица (защитена местност)
Вижте пояснителната страница за други значения на Шумнатица.
Шумнатица е защитена местност в България. Разположена е в землището на селата Лесидрен и Микре, област Ловеч.
Разположена е на площ 27,4 ha. Обявена е на 14 октомври 1987 г. с цел опазване на с характерен ландшафт.
На територията на защитената местност се забраняват:
- кастрене, чупене на клони, нараняване на стъблата и всякакви други дейности, които биха довели до повреждане или унищожаване на вековните дървета;
- убиване, улавяне и безпокоене на птиците, разваляне на гнездата и събиране на яйцата им;
- извеждане на сечи освен отгледни в периода от 1 септември до 1 март;
- всякакво строителство.[1]